# بايلك تونس
بايلك تونس أو المملكة التونسية، هو الشكل القانوني لتونس تحت حكم الأسرة الحسينية من 1705 إلى انتصاب الحماية الفرنسية سنة 1881. ومع ذلك، ظل الحسينيون على رأس البلاد بشكل رمزي. سُميت الدولة باسم بايلك، في إشارة إلى الملك الذي كان يُدعى باي تونس.
ظل البايات مخلصين للباب العالي، لكنهم حكموا كملوك بعد نيلهم الاستقلال تدريجيًا ليكون لهم دولة ذات سيادة، والتي شهدت نظامًا ملكيًا دستوريًا بين عامي 1861 و1864 بعد اعتماد أول دستور في أفريقيا والعالم العربي. كان للبلاد أيضًا عملتها الخاصة وجيشها المستقل، وتبنت علمها الذي لا يزال قيد الاستخدام حتى اليوم منذ 1831.

## تاريخ البايلك

### إقامة البايلك (1705–1735)
أصبح إبراهيم الشريف أول باي يجمع هذا المنصب مع منصب الباشا، بعدما أطاح بحكم المراديين خلال ثورات الخلافة. لكنه أُسر ونٌقل إلى مدينة الجزائر بعد هزيمته أمام داي الجزائر، فيما لم يتمكن من وضع حد للاضطرابات التي عصفت بالبلاد، فكان ضحية انقلاب الحسين الأول بن علي في 10 يوليو 1705، والذي اتخذ لقب حسين باي الأول.
حكم حسين الأول تونس منفردًا، وأقام نظاماً ملكياً حقيقياً، وأصبح حاكمًا على المملكة التونسية، وحكم بالعدل بين رعاياه من جميع الطبقات. وتمتعت مراسيمه وقراراته بقوة القانون.
وقد سعى، بصفته باي تونس، إلى أن يُنظر إليه على أنه مسلم من العامة يهتم بالقضايا المحلية والرخاء. فولى على قضاء تونس قاضيًا على المذهب المالكي، بدلاً من المذهب الحنفي الذي يفضله العثمانيون. كما قيد الامتيازات القانونية للإنكشارية والداي. وأولى الزراعة اهتمامًا في عهده، وخاصة زراعة بساتين الزيتون. وأقام المنشآت العامة، على سبيل المثال، المساجد والمدارس. وتجلت شعبيته في 1715 عندما أبحر قبطان باشا أمير الأسطول العثماني إلى تونس لتعيين حاكم جديد ليحل محله. إلا أن حسين الأول استدعى مجلسًا مؤلفًا من زعماء مدنيين وعسكريين محليين، دعموه ضد قرار الدولة العثمانية، والذي حادت عنه بعد ذلك.

### الحروب وأزمات النزاع على العرش (1735–1807)
تمكن علي باي الأول من الاستيلاء على العرش في 1735، عن طريق خلع عمه حسين الأول الذي قُتل على يد حفيد أخيه يونس باي في 1740.
ثم أُطيح بعلي الأول بدوره في 1756، على يد ابني سلفه حسين الأول، اللذين استوليا على تونس بمساعدة والي قسنطينة وهما، محمد الأول الرشيد (1756–1759) وعلي الثاني (1759–1782).
ولم تنته المحاولات الجزائرية للإطاحة بالبايات إلا في 1807، بانتصار التونسيين بقيادة حمودة الأول.

### الاستقرار والإصلاحات (1807–1869)
شهدت البلاد إصلاحات جذرية خلال القرن التاسع عشر، وذلك بفضل العمل الإصلاحي لخير الدين باشا ومستشاريه المقربين: وزير الداخلية الجنرال رستم، ووزير المعارف الجنرال حسين، والوزير بن أبي الضياف، والعلماء محمود قابادو، وسالم بوحاجب ومختار شويخة.
كان من بين هذه الإصلاحات: إلغاء العبودية، وتأسيس مدرسة باردو الحربية في 1840، والمدرسة الصادقية في 1875، واعتماد أول دستور في إفريقيا والوطن العربي في 1861، لتصبح البلاد ملكية دستورية.

### الأزمة المالية والتدخل الأجنبي (1869–1881)
وتلا ذلك وقوع الأزمات المالية في البلاد، مع تولي مصطفى خزندار منصب رئيس الوزراء، مما شكل فرصة للتدخل الأوروبي في تونس. وبناء على ذلك، تشكل الكومسيون المالي، وهي لجنة مالية دولية، في 1869. بضغط من بعض الدول الأوروبية، في ظرف اشتدت فيه الأزمة المالية التونسية وأصبح من المستحيل على الدولة سداد ديونها الخارجية، التي بلغت في ذلك الوقت 125 مليون فرنك.
وتأسست هذه اللجنة برئاسة الوزير المصلح خير الدين باشا، ثم آلت بعد ذلك إلى مصطفى بن إسماعيل، كما ضمت ممثلين عن الدول الدائنة (إيطاليا وإنجلترا وفرنسا). وكانت اللجنة أحد مظاهر التدخل الأجنبي في الشؤون الداخلية لتونس من خلال إخضاع أموالها للرقابة الدولية. وانقسمت إيرادات البلاد إلى قسمين، جزء مخصص لنفقات الدولة والآخر لسداد ديونها. لذلك تم تقييد الباي، فلم يعد بإمكانه منح أي امتياز أو إبرام أي اتفاقية قرض إلا بموافقة اللجنة التي كانت بمثابة وزارة المالية التونسية. وقد سهّل ذلك إبرام معاهدة ثنائية بين تونس وفرنسا في 1881 نصت على حماية فرنسا لتونس، وبالتالي إعلان الحماية الفرنسية.

## الحكومة

علم باي تونس

كانت بايلك تونس ملكية دستورية وراثية (1861–1864) ويمارس الملك السلطة التشريعية بالتعاون مع المجلس الأعلى.

### الباي
يعتبر الباي زعيم الأسرة الحسينية، ورئيس الدولة، ورمز وحدتها، وحامي حدودها. كما يمارس السلطة من خلال الحكومة والمجلس الأعلى، حسبما نصت عليه المادة 12 من دستور 1861.
وما يميز نظام الحكم في ذلك الوقت، هو أن الملك مسؤول أمام المجلس الأعلى وفقًا للمادة 11 من الدستور، وهي من أوائل الدول في العالم التي نصت على ذلك.
وأكد الفصل 13 من الدستور أن الباي (الملك) هو القائد الأعلى للقوات المسلحة التونسية، كما أكد الفصل 9 أيضًا على وجوب احترام الميثاق الأساسي لسنة 1857 من قبله.
ورغم أن الدستور حد من صلاحياته، فإنه كان في مقدوره تعيين أعضاء المجلس الأعلى، بالإضافة إلى أن القوانين تصدر باسمه.
ويكون الباي أكبر أفراد الأسرة الحسينية. والثاني بعده يصبح «باي المحلة»، وهو لقب لوريث العرش. ويسبق اللقب صاحب السمو. وآخر من حمل هذا اللقب هو الأمير حسين بك باي المحلة.

### رئيس الوزراء
كان رئيس وزراء تونس إبان عهد البايلك هو رئيس الحكومة الذي كان مسؤولاً عن شؤونها، وكان يعينه الباي ويقيله. أُحدث هذا المنصب سنة 1759 مع بداية حكم علي الثاني وكان رجب خزندار أول من يتولاه، ليصبح أول رئيس وزراء في تاريخ تونس.
احتكر المماليك ذوي الأصول الأجنبية هذا المنصب عند تأسيسه والذين جاءوا إلى تونس في سن مبكرة لخدمة العائلة المالكة والمخزن (النخبة السياسية)، مثل مصطفى خزندار وخير الدين باشا وغيرهم.
ويعتبر محمد العزيز بوعتور أول شخص من أصل تونسي يتولى هذا المنصب سنة 1882، وبالمناسبة، فهو صاحب أطول فترة كرئيس وزراء في تاريخ تونس بفترة تقارب 25 سنة، وقد أُعلنت الحماية الفرنسية في تونس خلال ولايته.
كان لرئيس الوزراء التونسي سلطة هامة في القرن التاسع عشر، حيث كان كل ما يتعلق بالعائلة المالكة محفوظًا في مكتبه وفقًا للمادة 2 من الدستور.
يُعد رئيس الوزراء، استناداً إلى المادة 9 من الدستور، الموازنة التي تعرضها عليه وزارة المالية ويعرضها على مجلس النواب وفقًا للمادة 64.

## السلطة التشريعية
كان البرلمان التونسي يسمى بالمجلس الأكبر. وهي مؤسسة تأسست في عهد محمد الثالث في فترة تميزت باعتماد العديد من الإصلاحات، منها إعلان عهد الأمان (1857)، وجريدة الرائد التونسي (1860) وإقرار الدستور (1861).
يتألف هذا المجلس وفقًا للمادة 44 من هذا الدستور من 60 عضوًا، منهم 20 عضوًا يتم اختيارهم من كبار الموظفين وكبار موظفي الدولة، و40 عضوًا يتم اختيارهم من الأعيان الذين لا يتقاضون أجور. وكان من أعضائه أحمد بن أبي الضياف وجوزيف رافو.
وحُددت مهام المجلس في الفصل السابع من الدستور. وكان من أهم هذه المهام تشريع القوانين ومراجعتها وشرحها وتفسيرها، وإقرار الضرائب، ومراقبة الوزراء، ومناقشة الميزانية. وأكدت هذه المهام أهمية المجلس الأكبر باعتباره مؤسسة تشريعية ومالية وقضائية وإدارية في الوقت نفسه.
أُلغي هذا المجلس في 1864 بعد ثورة المجبى.

## السياسة

### سلطة الباي
تطلبت سياسة الحسينيين توازنًا دقيقًا بين عدة أطراف متباينة: العثمانيون البعيدون، والنخبة الناطقة بالتركية في تونس، والتونسيين المحليين (سواء في المناطق الحضرية أو الريفية، والأعيان ورجال الدين، وملاك الأراضي وزعماء القبائل النائية). وقد تجنبوا التورط مع الدولة العثمانية. وبدلاً من ذلك، عُززت الروابط الدينية مع الخليفة، مما زاد من هيبة البايات وساعد في كسب موافقة العلماء المحليين واحترام الأعيان. واستمر تجنيد الإنكشاريين، ولكن مع تزايد الاعتماد على القوات المحلية القبلية. اقتصر الحديث بالتركية بين أفراد النخبة، مع ازدياد استخدام الدارجة التونسية في الهيئات الحكومية. حاز الكراغلة (من ذوي الأصول التركية والتونسية المختلطة) والأعيان التونسيين المحليين على قبول متزايد في المناصب العليا والمداولات. لكن البايات الحسينيين لم يتزوجوا من السكان المحليين؛ وبدلاً من ذلك كانوا يلجأون في كثير من الأحيان إلى طبقة المماليك للزواج. كما خدم المماليك في مناصب النخبة. وقد جرى تقريب العلماء المحليين، من خلال تمويل التعليم الديني ورجال الدين. وعمل فقهاء محليون (من المذهب المالكي) في خدمة الحكومة. فيما هدأت ثائرة المرابطين الريفيين. واعتُرف بشيوخ القبائل وجرى دعوتهم لحضور المجالس. حظيت حفنة من العائلات البارزة، الناطقة بالتركية، بتفضيل خاص لدى النخبة، حيث مُنحت فرص الوظائف والأراضي، فضلاً عن مناصب بارزة في الحكومة، اعتمادًا على ولائهم لباي تونس.

### العلاقات مع أوروبا

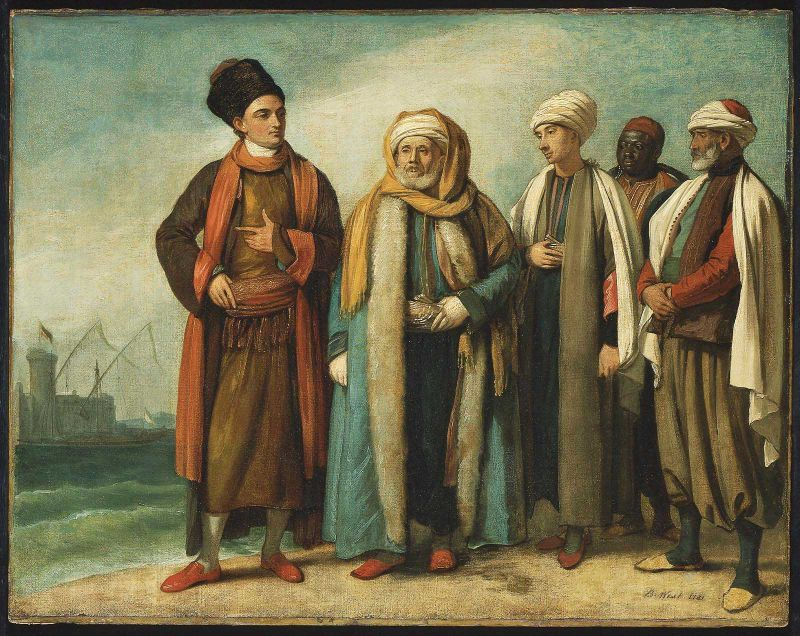
أحد سفراء تونس بلندن، 1781.

أثرت الثورة الفرنسية وردود الفعل عليها بالسلب على النشاط الاقتصادي الأوروبي مما أدى إلى نقص البضائع والذي وفر بدوره فرصاً تجارية لتونس، أي فيما يتعلق بالسلع ذات الطلب المرتفع ولكن مع نقص العرض، وبالتالي أرباح كبيرة. كان حمودة باشا (1782–1813) القوي والمحظي باحترام كبير هو باي تونس (الخامس) خلال هذه الفترة من الازدهار؛ كما صد الغزو الجزائري في 1807، وقمع ثورة الإنكشارية في 1811.
حصلت بريطانيا وفرنسا على موافقة الباي على وقف رعاية أو السماح بغارات القراصنة بعد مؤتمر فيينا في 1815، والتي استؤنفت خلال الصراع مع نابليون. وبعد استئناف قصير للغارات، توقفت. شهد النشاط الاقتصادي في تونس تراجعاً حاداً خلال عشرينيات القرن التاسع عشر. وتأثرت الحكومة التونسية خاصةً بسبب مواقفها الاحتكارية للعديد من الصادرات. واضطرت للاقتراض للتغلب على العجز، ولكن في نهاية المطاف كان الدين ينمو إلى مستويات لا يمكن السيطرة عليها. وقد سعت تونس إلى تحديث تجارتها وتجارتها. ومع ذلك، بدأت المصالح التجارية الأجنبية المختلفة تمارس سيطرتها بتزايد على الأسواق المحلية؛ غالباً ما أدت واردات المصنوعات الأوروبية إلى تغيير أسعار المستهلك، مما أثر بشدة على معيشة الحرفيين التونسيين، الذين لم تكن سلعهم رائجة في البيئة الجديدة. وثبت أن التجارة الخارجية ما هي إلا حصان طروادة.

### أهمية البحرية التونسية

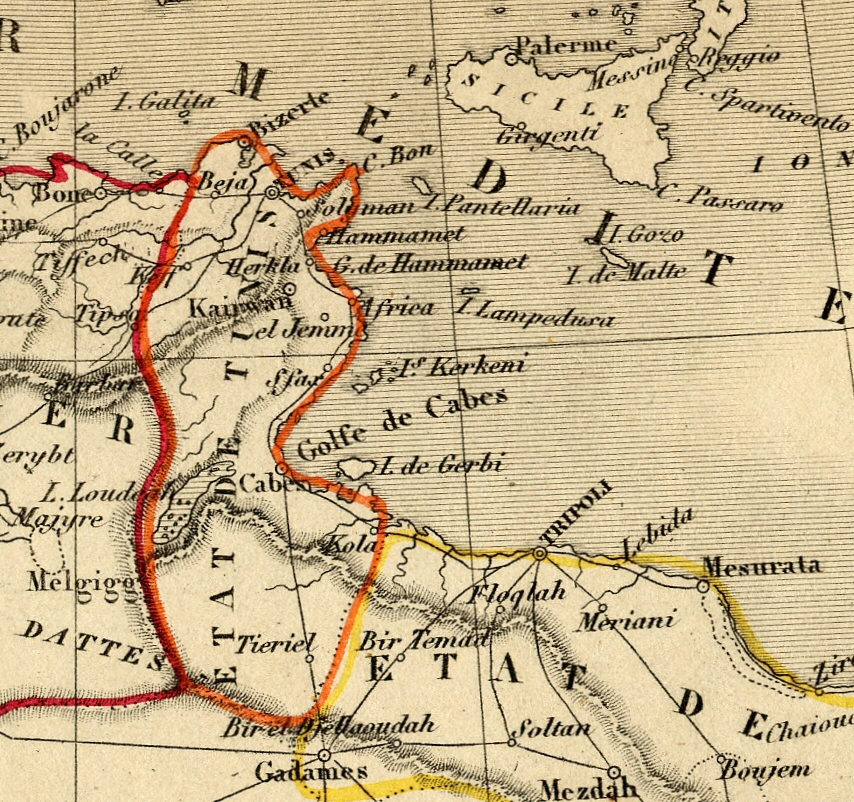
الساحل التونسي في 1843.

برزت أهمية أنشطة القراصنة البحريين في ذلك الوقت حيث أن الاستقلال عن السلطان العثماني أدى إلى تراجع دعمه المالي، وبالتالي اضطرت تونس إلى زيادة عدد سفنها في البحر من أجل البقاء.
وصلت البحرية التونسية إلى ذروتها في عهد حمودة الأول (1782-1814)، حيث استولت السفن المنطلقة من موانئ بنزرت وحلق الوادي وغار الملح وسوسة وصفاقس وجربة على سفن الإسبان والكورسيكيين والنابوليين والبنادقة وغيرها. وظفت الحكومة التونسية خلال هذه الفترة ما يتراوح بين 15 إلى 20 قرصاناً، وكان نفس العدد منهم مرتبطاً بشركات أو أفراد، ومن بينهم في بعض الأحيان شخصيات رفيعة المستوى مثل حافظ الأختام مصطفى خوجة أو قادة بنزرت أو صفاقس أو غار الملح، وإعطاء الحكومة بعض صيدهم، والذي كان يشمل العبيد المسيحيين.
نظمت معاهدات السلام، التي تضاعفت في القرن الثامن عشر (مع النمسا في 1748 و1784، والبندقية في 1764-1766 و1792، وإسبانيا في 1791 والولايات المتحدة في 1797)، البحرية وحجمت آثارها.
فرضت المعاهدات في البداية متطلبات (حيازة تراخيص السفن وجوازات السفر للأشخاص) وحددت أيضاً شروط الصيد في البحر (المسافة من الساحل)، وذلك لتجنب الانتهاكات المحتملة. وظل الوضع على ما هو عليه حتى مؤتمر فيينا ومؤتمر إكس لا شابيل عندما استدعت الدول الأوروبية تونس لوضع حد لذلك، وهو ما سيكون فعالاً وحاسماً بعد تدخل فرنسا في هذه المسألة سنة 1836.

### السياسة المالية

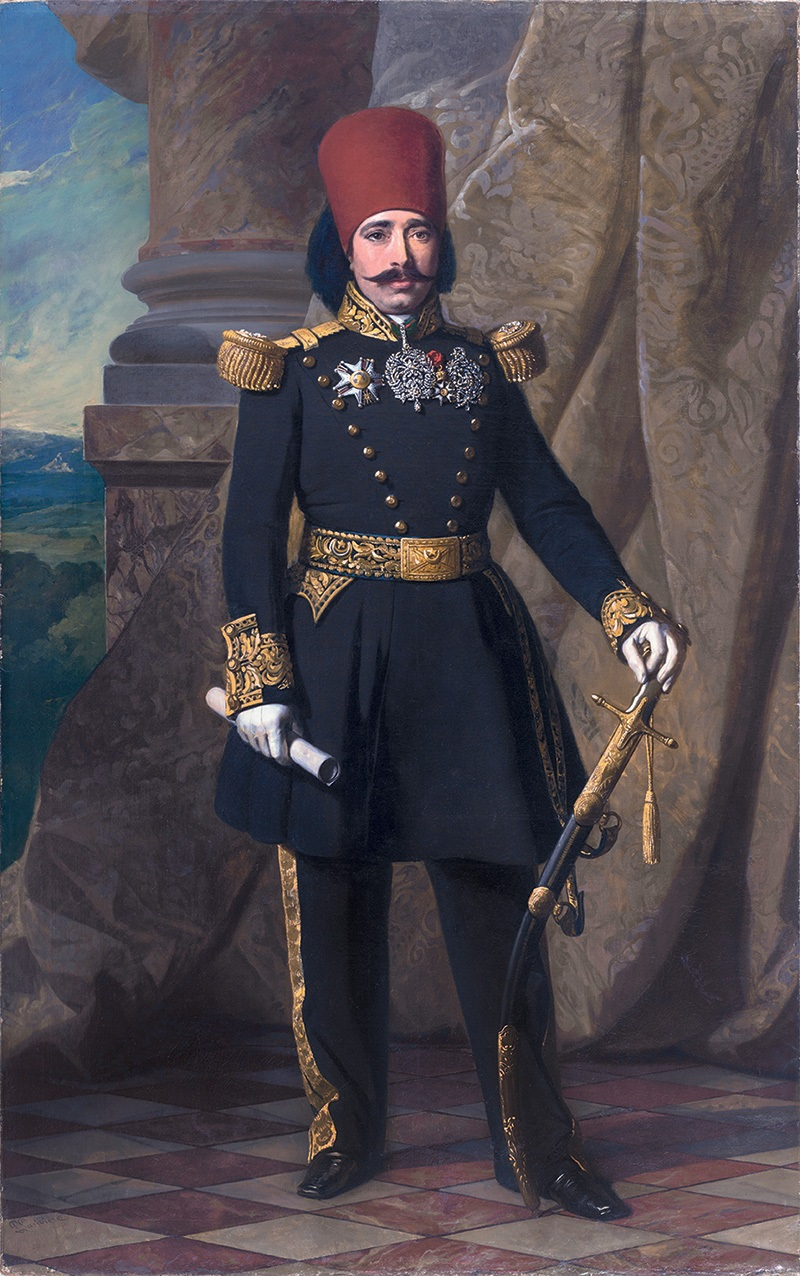
مصطفى خزندار، أحد رؤساء الوزراء الذين تسببوا في الأزمة المالية.

لم تكن الضرائب في تونس سنة 1815 (البالغة 2,2 مليون فرنك ذهبي) مربحة. وفي الوقت نفسه، كان الباي يطمع في طرابلس الغرب. وفي 1848، رفع الباي الضرائب، من أجل الحفاظ على جيشه المكون من 5000 جندي، مما أثار ثورة أخمدها في النهاية. انخفضت الضرائب، لكن مع تعاقد على قرض بقيمة 35 مليون فرنك ذهبي بفائدة 7% مع مصرفيين فرنسيين.
ومع ذلك، استمر الإنفاق المتهور؛ قصر على طراز فرساي في المحمدية، وآخر في حلق الوادي، ومدرسة عسكرية وترسانة. والأسوأ من ذلك أن وزير المالية محمود بن عياد فر إلى فرنسا بميزانية الحكومة. ومع ذلك، استمرت عمليات التحويل في عهد خلفائه. ودفع هذا الوضع رئيس المجلس الأعلى خير الدين باشا إلى الاستقالة وحل المجلس الأعلى.
اندلعت أزمة خطيرة في بداية 1864، بسبب سوء الإدارة المالية من جانب رئيس الوزراء مصطفى خزندار؛ أدى الدين العام والقروض الثقيلة في الخارج التي تم التعاقد عليها في ظل ظروف كارثية (استمرار الاختلاس) ومضاعفة الضريبة إلى نظام جديد. حيث اندلعت ثورة قبائل وسط البلاد التي رفضت دفع هذه الضريبة. بعد فترة وجيزة من ثورة المجبي، أمر الباي بتحصيل الضرائب. وفي الوقت نفسه وصل حيدر أفندي سفير الدولة العثمانية ومعه مساعدات مالية لمعالجة الوضع. عهد الباي بالمبلغ المعروض إلى مصطفى خزندار. لكن الأخير استعاد هذا المبلغ لاستخدامه الشخصي. ومرة أخرى، كان لا بد من التعاقد على قرض بقيمة 30 مليون فرنك ذهبي، مما أدى إلى تدخل الدول الأوروبية (وخاصة فرنسا). وفي هذا السياق، عُلق الدستور في 1 مايو 1864.

## الإصلاحات الواسعة

### سيادة الدولة

علم تونس السابق في 1831.

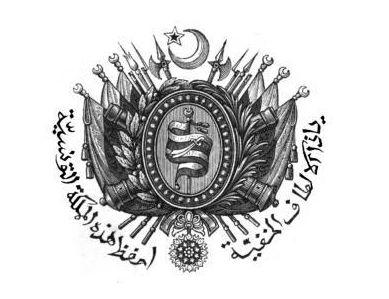
شعار النبالة سنة 1858 مكتوب فيه: "يا ذا الألطاف الخفية احفظ هذه المملكة التونسية".

كانت تونس من أوائل الدول في المنطقة التي اعتمدت مرتكزات سيادة الدولة الحديثة. واعتمد البايلك علماً وطنياً مميزاً عن الباقي. في الواقع، استخدمت العديد من الدول الإسلامية على طول الساحل الجنوبي للبحر الأبيض المتوسط علماً بحرياً أحمراً عادياً. قرر الباي حسين الثاني إنشاء علم للأسطول التونسي لتمييزه عن الأساطيل الأخرى، بعد تدمير القوة البحرية التونسية في معركة نافارين في 20 أكتوبر 1827. والذي اعتُمد علماً وطنياً لتونس منذ 1831 إلى اليوم. مما جعل العلم التونسي أقدم علم عربي وأفريقي، ومن بين أقدم عشرة أعلام في العالم.
كما اعتُمد شعار النبالة منذ بداية القرن التاسع عشر باللونين الأحمر والأخضر، وهما لونا السلالة الحسينية الحاكمة. كان لألوان شعار النبالة تأثير على الثقافة العامة التونسية. كونها أيضاً ألوان نادي الملعب التونسي لكرة القدم الذي كان تحت رعاية الأسرة المالكة. وتوجد أيضاً في المعجنات التونسية؛ إحداها تسمى «بقلاوة الباي» وهي مصنوعة من المرصبان الوردي والأخضر والأبيض. وهي شكل من أشكال البقلاوة التونسية.
اعتُمد شعار جديد لتونس في 1858 إبان عهد الصادق باي، مع الحفاظ على نفس ألوان السلالة الخضراء والحمراء، بحسب هنري دونان بعد زيارته لتونس، مع تحديث الشعار الوطني وإضافة عبارة «يا ذا الألطاف الخفية احفظ هذه المملكة التونسية». ويرجع ذلك إلى تلك الفترة التي كثرت فيها الأوبئة في المملكة وأدت إلى خسائر بشرية، إضافة إلى انتشار الصوفية في الثقافة التونسية التي كانت تدعو الله بذي الألطاف الخفية، متأثرة بسيدي بلحسن الشاذلي.
كما اعتمدت تونس النشيد الوطني كأحد ركائز السيادة الوطنية، وكان ذلك في 1846، أطلق عليه اسم سلام الباي (نشيد الباي). وكان يُغنى على شرف الباي. إلا أنه كان في البداية دون كلمات، لكن الكلمات كتبها شاعر غير معروف وكُيفت مع لحن النشيد. وبحسب المؤرخ عثمان الكعّاك، فإن الألحان من تأليف جوزيبي فيردي.

### التجارة مع أوروبا
ابتداءً من أوائل القرن التاسع عشر، سقطت تونس تحت النفوذ الأوروبي بتزايد. زادت التجارة مع الأوروبيين عاماً بعد عام في عهد البايات الحسينيين. وأقام العديد من التجار الأجانب، وخاصة الإيطاليين أماكن إقامة دائمة لهم في العاصمة. وافق الباي على وقف غارات القراصنة نهائياً في 1819. كما اتفق الباي مع فرنسا على إنهاء سياسة الإيرادات التي بموجبها سيطر عملاء الحكومة على التجارة الخارجية من خلال احتكار تصدير البضائع التونسية. أدى هذا التغيير في السياسة إلى فتح البلاد أمام الشركات التجارية الدولية. وافق الباي على تنفيذ المعاهدات في تونس في 1830، والتي يتمتع فيها التجار الأوروبيون بامتيازات خارج الحدود الإقليمية، بما في ذلك الحق في أن يكون قناصلهم المقيمين بمثابة القضاة في القضايا القانونية التي تنطوي على التزامات مواطنيهم المدنية. وفي 1830 أيضاً، احتل الجيش الملكي الفرنسي الأراضي الساحلية الوسطى في الجزائر المجاورة. في ذلك الوقت، كان الفرنسيون بلا خبرة ويفتقرون إلى المعرفة بكيفية تطوير مستعمرة.

### السياسة العسكرية

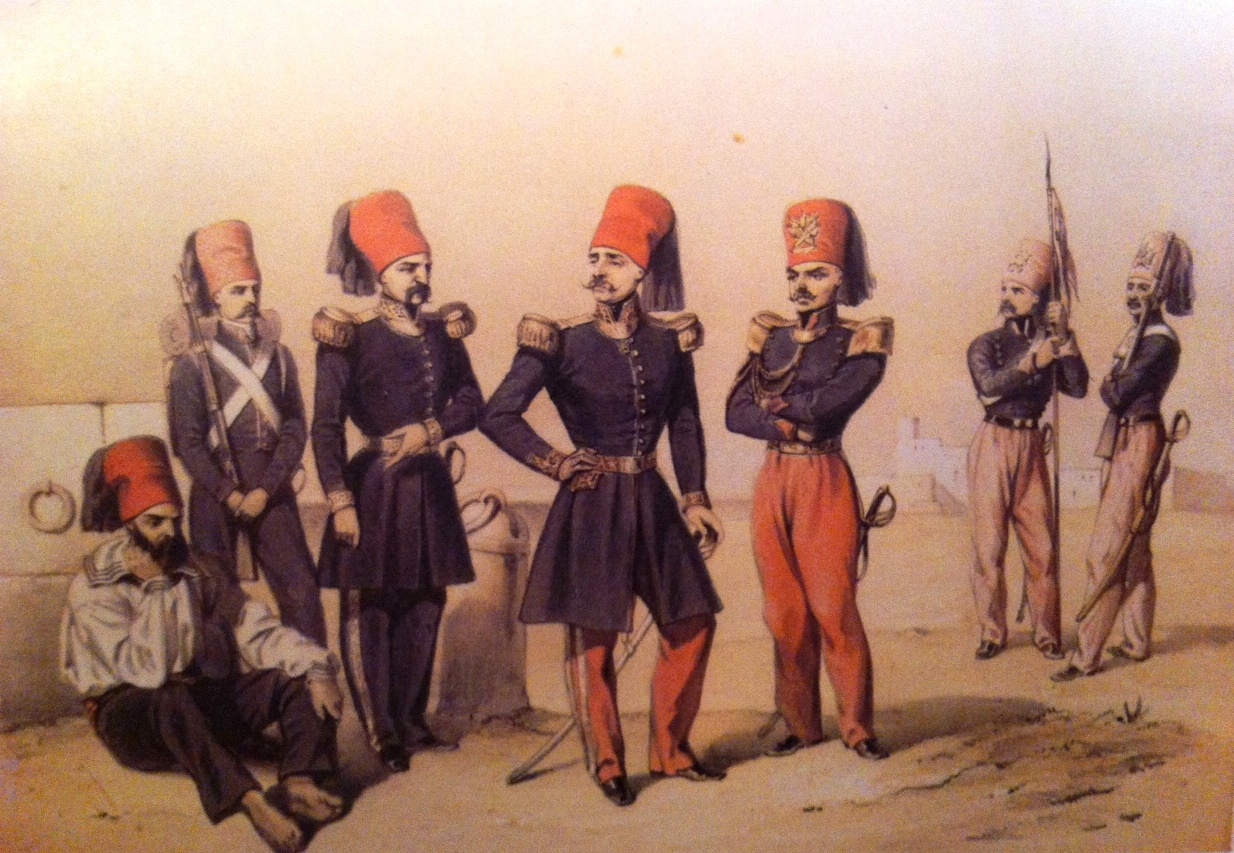
عسكريون تونسيون في 1850.

حافظ الجيش على نفس بنيانه بعد هزيمة الجزائر في 1807، لكن أحمد الأول أراد تغيير السياسة العسكرية وحرص على إصلاح وتحديث القوات المسلحة، خاصة وأن فرنسا احتلت الجزائر في 1830 وأصبح جيشها يشكل تهديداً لتونس. كما تأثر بما شاهده خلال زيارته لفرنسا من تقدم معماري، خاصة في تنظيم جيشهم، مما جعله يرغب في اتباع استراتيجيتهم وتكوين جيش تونسي على الطراز الفرنسي.
وفي خطوة كبيرة، بدأ الباي تجنيد وتعبئة الأفراد التونسيين (بدلاً من الأجانب أو القبائل) للخدمة في الجيش والبحرية، وهي خطوة من شأنها أن تعمل على الحد من الانقسام العرفي بين الدولة ومواطنيها. فأسس سنة 1840 مدرسة باردو الحربية ليتخرج منها الجنود التونسيون معتمداً على مساعدة الفرنسيين. كما عمل على توفير المعدات اللازمة لتحسين الجيش، فاهتم ببعض الصناعات مثل صناعة البارود في تونس، وأنشأ بحرية متطورة.
أرسل أحمد باي 4000 جندي تونسي للقتال ضد الإمبراطورية الروسية خلال حرب القرم (1854-1856)، كجزء من مناوراته للحفاظ على سيادة تونس. وخلال ذلك، تحالفت تونس مع تركيا وفرنسا وبريطانيا.

### إلغاء العبودية

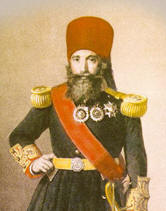
أحمد باي بن مصطفى، من أبرز البايات الإصلاحيين.

قابل أحمد باي توماس ريد في 29 أبريل 1841، والذي نصحه بحظر تجارة الرقيق. وكان أحمد باي مقتنعاً بضرورة هذا الإجراء؛ فقد كان منفتحاً على التقدم وسريعاً ما بدأ في العمل ضد جميع أشكال التعصب. فقرر حظر تصدير العبيد في نفس اليوم الذي التقى فيه ريد. وعلى مراحل، أغلق سوق العبيد في تونس في أغسطس وأعلن في ديسمبر 1842 أن كل من يولد في البلاد سيكون حراً بعد ذلك.
حصل أحمد باي مسبقاً على فتاوى من العلماء لتخفيف السخط، منهم المفتي سيدي إبراهيم الرياحي، حيث حُرمت العبودية بشكل قاطع وفي سابقة لم تحدث في العالم العربي الإسلامي. مع الإعلان عن الإلغاء الكامل للعبودية في جميع أنحاء البلاد في مرسوم صدر في 23 يناير 1846. ومع ذلك، على الرغم من قبول سكان الحضر للإلغاء، فقد رفضه البدو في جربة (بحسب ابن أبي الضياف)، والفلاحين الذين يحتاجون إلى قوة عمل رخيصة ومطيعة.
أدى هذا الرفض إلى إصدار الإلغاء الثاني المعلن في مرسوم علي باي الثالث في 28 مايو 1890. تضمن هذا المرسوم عقوبات مالية (في شكل غرامات) وعقوبات جزائية (في شكل السجن) لأولئك الذين استمروا في الانخراط في تجارة الرقيق أو الاحتفاظ بالعبيد كخدم. مالت الروايات الاستعمارية إلى تجاوز إصدار الإلغاء الأول والتركيز على الإلغاء الثاني.

### عهد الأمان 1857

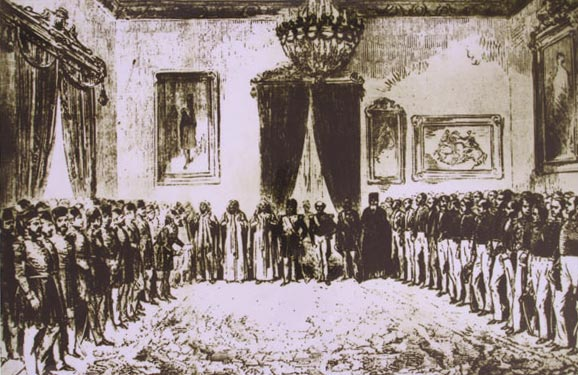
حفل إعلان عهد الأمان 1857.

كان عهد الأمان لسنة 1857 بمثابة إعلان لحقوق التونسيين والمقيمين في تونس، أصدره محمد الثاني في 10 سبتمبر 1857، كجزء من إصلاحات المملكة التونسية.
قدم هذا العهد إصلاحات ثورية؛ حيث أعلن أن الجميع متساوون أمام القانون والضرائب، وسمح بحرية الدين والتجارة، وأعطى الأجانب حق التملك وممارسة جميع المهن. وألغى العهد وضع أهل الذمة من غير المسلمين.
تُرجم العهد إلى العبرية في 1862 وكان حينها أول وثيقة غير دينية تُترجم إلى هذه اللغة في تونس.
منح نابليون الثالث وسام جوقة الشرف الكبير مع الشارة الماسية لمحمد باي في قصر باردو في 3 يناير 1858، باعتبار هذا العهد عملاً عبقرياً سياسياً.
كما منح نابليون الثالث الصادق باي، شقيق وخليفة محمد باي، الوشاح الأكبر لجوقة الشرف في 17 سبتمبر 1860 بمدينة الجزائر، بعد أن تلقى منه مجلداً رائعاً من عهد الأمان.

### الرائد التونسي 1860

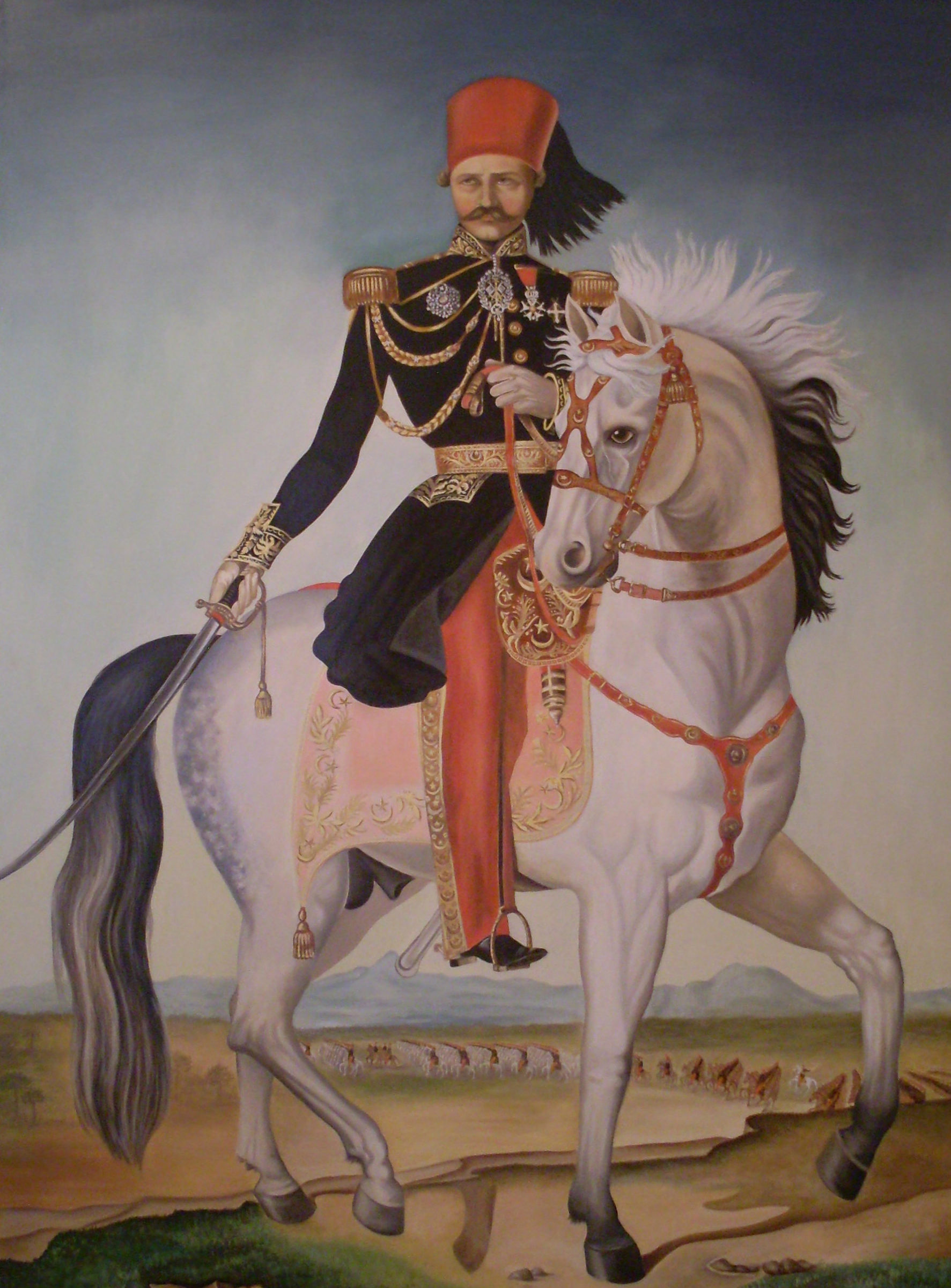
خير الدين باشا، إصلاحي وأحد مؤسسي الجريدة.

كان إصدار جريدة الرائد التونسية مصحوباً بسياسة إصلاحات التحديث. صدر أول إصدار في 22 يوليو 1860، وبذلك كانت أول جريدة عربية رسمية تصدر أسبوعياً في تونس، وتخصصت في نشر الأوامر الملكية والمراسيم الحكومية، بالإضافة إلى قسم غير رسمي للأخبار السياسية والقضايا الأدبية. (ولم تصدر أول صحيفة عربية خاصة في تونس، وهي «الحاضرة»، إلا في 1888.)
انتُخب عدد من أساتذة جامعة الزيتونة الموالين للإصلاح والوزير خير الدين باشا، مثل محمود قابادو، وسالم بوحاجب، وبيرم الخامس، ومحمد السنوسي، لرئاسة تحرير المجلة الحكومية.
استمر إصدار الجريدة من 1860 إلى 1882، حيث دعم المحررون الاتجاه الإصلاحي الحديث بقيادة الوزير خير الدين باشا.
وقد اعتبر صدور الجريدة في ذلك الوقت علامة بارزة على تحديث الدولة وتوعية الأفراد بالقوانين التي يصدرها الباي والحكومة، وإن كانت فرصة للسلطة السياسية لتبرير أفعالها وإضفاء الشرعية على إصلاحاتها. وبعد إعلان الحماية الفرنسية، أصبحت جريدة رسمية قانونية بحتة سنة 1883، فانتهى بذلك دورها الأدبي والثقافي، وأصبح اسمها «الرائد الرسمي التونسي». ومع إعلان الجمهورية في 1957، تغير اسمها إلى «الرائد الرسمي للجمهورية التونسية»، وهي تصدر إلى يومنا هذا بهذا الاسم.

### دستور 1861

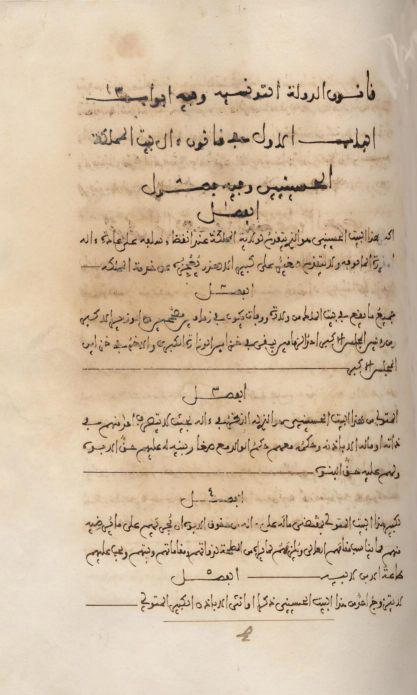
دستور 1861.

تشكلت لجنة لصياغة دستور حقيقي بعد عهد الأمان؛ والذي قُدم إلى محمد الثالث، الباي الجديد بعد محمد الثاني في 17 سبتمبر 1860. ودخل الدستور حيز التنفيذ في 26 أبريل 1861. ليصبح أول دستور مكتوب في الأراضي العربية، وكذلك أول دستور تضعه دولة ذات أغلبية إسلامية.
نص الدستور المكون من 114 مادة على تأسيس ملكية دستورية مع تقاسم السلطة بين السلطة التنفيذية المكونة من الباي ورئيس الوزراء، بجانب صلاحيات تشريعية مهمة للمجلس الأعلى، مما أدى إلى خلق نوع من الأوليغارشية. كما أسس نظاماً قضائياً مستقلاً؛ ومع ذلك، كان الوصي على الدستور هو الهيئة التشريعية التي كانت تتمتع بسلطة سيادية لمراجعة الأعمال غير الدستورية من قبل السلطة التنفيذية. بالإضافة إلى ذلك، لم يكن الملك حراً في التصرف في موارد الدولة وتوجب عليه الاحتفاظ بميزانية، بينما كان هو وأمراء عائلته يتلقون رواتب. وقد حُذفت مسائل التمثيل الوطني والانتخابات. في الواقع، وضمن الممارسة الفعلية، تعين أعضاء المجلس الأعلى من خلال المحسوبية وتبادل الوسائط أكثر من المصلحة الوطنية. تعين العديد من طبقة المماليك القديمة، مما أبقى البيروقراطية بقوة في أيديهم. لهذا السبب، ولأسباب أخرى مثل بند التجنيد العسكري العام والاحتفاظ بالأحكام التي تمنح الحقوق للمواطنين الأجانب، لم يوافق الكثيرون على تصرفات الباي. تسبب التطبيق الشامل لضريبة المجبي (ضريبة الرؤوس)، بموجب بند المساواة الضريبية، في إثارة غضب أولئك الذين كانوا معفيين سابقاً مثل العسكريين والعلماء/المعلمين والمسؤولين الحكوميين. وصلت الأمور إلى ذروتها في 1864 عندما قاد التقليدي علي بن غذاهم ثورة ضد الباي. وعُلق الدستور كإجراء طارئ وقُمعت الثورة في النهاية. وقُتل علي بن غذاهم في 1867.

## الإفلاس وإعلان الحماية

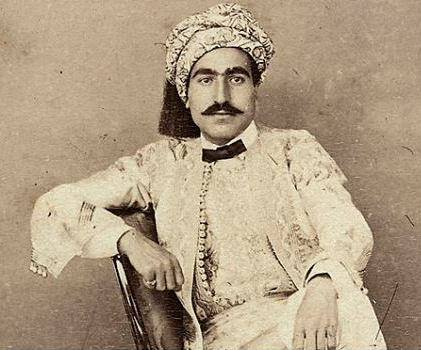
مصطفى بن إسماعيل، ساهم في الإفلاس ومعاهدة باردو.

تسببت السياسات التدميرية التي انتهجها الباي وحكومته، وارتفاع الضرائب والتدخل الأجنبي في الاقتصاد، في معاناة البلاد تدريجياً من صعوبات مالية خطيرة. كل هذا أجبر الحكومة على إعلان إفلاسها في 1869 وإنشاء لجنة مالية دولية أنجلو-فرنسية-إيطالية برئاسة مفتش المالية فيكتور فيليه.
كشف فيليه في 1873 عن عمليات تحويل للخزندار الذي حل محله خير الدين باشا. لكن إصلاحات خير الدين أغضبت الأوليغارشية التي أجبرته على الاستقالة في 1877. كانت هذه فرصة للدول الأوروبية (فرنسا وإيطاليا والمملكة المتحدة) للتدخل في البلاد.
كان لظهور تونس بسرعة كقضية استراتيجية ذات أهمية كبيرة نتيجة الموقع الجغرافي للبلاد، بين الحوض الغربي والشرقي للبحر الأبيض المتوسط، محل الرغبات المتنافسة بالتالي بين فرنسا وإيطاليا؛ فقد كانت فرنسا ترغب في تأمين حدود الجزائر الفرنسية ومنع إيطاليا من إحباط طموحاتها في مصر والشام من خلال التحكم في الوصول إلى شرق البحر الأبيض المتوسط.

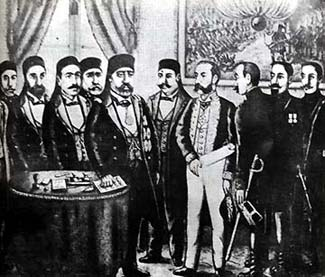
معاهدة باردو في 12 مايو 1881.

أرادت إيطاليا، التي واجهت اكتظاظاً سكانياً، اتباع سياسة استعمارية في تونس، حيث كانت الأقلية الأوروبية من الإيطاليين. حاول القناصل الفرنسيون والإيطاليون الاستفادة من الصعوبات المالية التي واجهها الباي، حيث اعتمدت فرنسا على حياد إنجلترا (رغبةً في عدم رؤية إيطاليا تسيطر على طريق قناة السويس) والاستفادة من بسمارك، الذي أراد تحويلها عن قضية الألزاس واللورين. بعد اجتماع برلين من 13 يونيو إلى 13 يوليو 1878، سمحت ألمانيا وإنجلترا لفرنسا بوضع تونس تحت الحماية وهذا على حساب إيطاليا، التي اعتبرت هذا البلد ملكاً محجوزاً لها.
كانت غارات قبائل خُمير على الأراضي الجزائرية بمثابة ذريعة لجول فيري، والذي تلقى الدعم من ليون غامبيتا في مواجهة برلمان معارض، للتأكيد على الحاجة إلى احتلال تونس.
دخلت القوات الفرنسية تونس دون مقاومة كبيرة في أبريل 1881، وتمكنت من احتلال تونس في ثلاثة أسابيع، دون قتال. في 12 مايو 1881، أُعطي الطابع الرسمي على الحماية عندما وقع الصادق باي، الذي هُدد بالطرد واستبداله بشقيقه الطيب باي، على معاهدة باردو في قصر السعيد. شجعه رئيس الوزراء مصطفى بن إسماعيل أيضاً على توقيع المعاهدة. سمح هذا، بعد بضعة أشهر، للقوات الفرنسية بمواجهة الانتفاضات في القيروان وصفاقس.